# Meskalamdug
Meskalamdug (que significa "heroi de la bona terra") va ser un ensi (rei) d'Ur que no apareix a la Llista de reis sumeris. Va ser el pare de Mesannepada, rei de la Primera dinastia d'Ur a Sumer iniciador d'aquesta dinastia i que figura a les llistes de reis.
L'arqueoleg Sir Leonard Woolley va descobrir la seva tomba al cementiri reial d'Ur l'any 1924. Contenia nombrosos artefactes d'or incloent un elm amb una inscripció amb el nom del rei. La reina i esposa s'anomenava Ninbanda. Meskalamdug apareix també en un segell amb el títol de lugal (rei), però com que la tomba no tenia servidors no es va considerar una tomba reial. Posteriorment (deu anys després) el seu nom va aparèixer en una inscripció a Mari descoberta per l'arqueòleg André Parrot on se'l qualifica de pare del rei Mesannepada d'Ur, un rei ben testimoniat. La conclusió evident és que va ser l'antecessor tot i no ser considerat rei dels que van exercir l'hegemonia, sinó un simple rei local. Seria fill i successor d'Akalamdug.